# Фельдман, Иосиф Моисеевич
Иосиф Моисеевич Фельдман (литературный псевдоним Jürgen Friedbach; 4 (17) декабря 1905, Новоград-Волынский, Волынская губерния — 24 октября 1984, Сороки, Молдавская ССР) — советский журналист.

## Биография
Родился 4 декабря (по старому стилю) 1905 года в Новограде-Волынском в семье домашнего учителя Мойше Йойновича Фельдмана (1876—1952), который также занимался письмоводством, был помощником присяжного поверенного, а в советское время — членом коллегии защитников. Мать, Фейга Шаевна Купершмид (1878—1935), работала в пекарне. Семья жила в двухэтажном доме на Соборной улице в Новоград-Волынске. С 1918 года учился в городской мужской гимназии (впоследствии преобразованной в трудовую школу № 1). В 1923—1926 годах работал рабочим на железной дороге, Каменнобродской фаянсовой и Токаревской фарфоровой фабриках, Новоград-Волынском чугунно-литейном заводе и на заводе Петровского в Днепропетровске.
С 1927 года служил в авиации, в 1928—1930 годах учился в Ленинградской военно-технической авиационной школе. Лётчик-наблюдатель (штурман, 1935). В 1936—1937 годах — на курсах усовершенствования инженеров военно-воздушных сил в Ленинграде; был редактором многотиражной газеты «Контакт» авиационной школы. В 1937 году исключён из ВКП(б), через год восстановлен; работал на металлобазе. Не окончив курса обучения в Институте иностранных языков, был в 31 декабря 1940 года вновь призван в армию и направлен в штаб Закавказского военного округа в Тбилиси, где занимался реферированием радиопередач на английском и немецком языках. Был автором и редактором учебника «Английские идиомы и выражения» (1941). До осени 1941 года — в составе советского контингента в Иране, затем на фронте.
Служил в политуправлении Северо-Кавказского фронта в Краснодаре, в декабре 1941 — мае 1942 годов принимал участие в боевых действиях в районе Керчи, был контужен. Затем воевал под Туапсе на Кавказе, в составе 69-й армии участвовал в боях на Украине и в Польше, закончил войну у Магдебурга начальником 7-го отделения политотдела армии в звании подполковника. Награждён орденами Красной Звезды, Красного Знамени, Отечественной войны I и II степеней, медалями.
Оставшись в составе контингента советских войск в Германии занимался организацией газеты на немецком языке, с 21 мая 1945 года под видом прогрессивного немецкого журналиста Юргена Фридбаха работал заместителем редактора газеты «Berliner Zeitung», с 30 ноября 1945 года — заместителем ответственного редактора газеты «Tägliche Rundschau» (органа советской военной администрации в Германии). В 1948 году под псевдонимом Jürgen Friedbach были опубликованы книги «Zwischen Krieg und Frieden» (Между войной и миром) и «Im Schatten von Fort Knox» (В тени Форта Нокс, русский перевод — 1949). Арестован в декабре 1948 года в Берлине, осуждён на 10 лет исправительно-трудовых лагерей, срок отбывал на лесозаготовках в районе Соликамска. После освобождения в 1954 году — на вольном поселении в Боровске Пермской области. После реабилитации в 1960 году поселился в Сороках, где работал учителем английского языка в средней школе № 2 и в педагогическом училище, был ответственным секретарём общества «Знание». Публиковался в республиканских и районных периодических изданиях Молдавии. Член Союза журналистов СССР с 1961 года.

## Книги
- И. Фельдман, В. Журавлёв, И. Гварджаладзе. Английские идиомы и выражения. Под редакцией И. М. Фельдмана. Тбилиси, 1941. — 185 с.[11]
- Jürgen Friedbach. Zwischen Krieg und Frieden. Берлин: Express-Verlag, 1948.
- Jürgen Friedbach. Im Schatten von Fort Knox. Берлин: Merkur-Verlag, 1948.
- Юрген Фридбах. В тени Форта Нокс (политическая реакция в США). Перевод с немецкого Г. Ефимова и Б. Румянцева. М.: Издательство иностранной литературы, 1949[12][13].